# Pays alliés de l'ancienne Confédération suisse

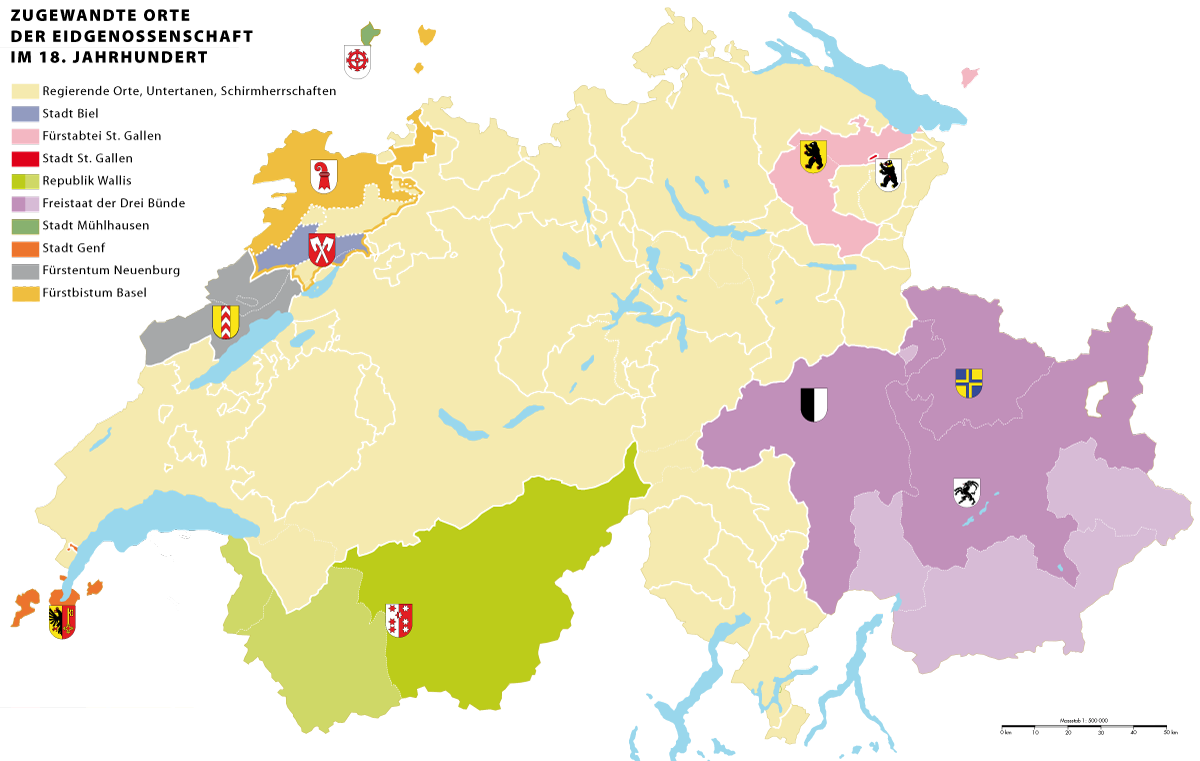
Carte de l'ancienne Confédération suisse mettant en évidence les différents pays alliés.

Les pays alliés (en allemand : zugewandten Orte) sont, dans la Confédération des XIII cantons avant 1798, les différents territoires qui lui sont liés par un système de traités.

## Généralités
L'ancienne Confédération suisse est une entité hétérogène. En dehors de la Diète fédérale, elle ne possède aucune institution centrale ; elle est mieux caractérisée par un entrelacs complexe de traités et de rapports de domination bi ou multilatéraux. Le terme de « pays alliés » désigne les lieux qui, sans faire partie de la Confédération à part entière (comme les treize cantons), sont liés par un traité à un ou plusieurs de ses membres tout en restant autonomes (et sans lui être sujet).

## Liste

### Alliés proches
Trois des alliés étaient connus comme Engere Zugewandte :
- Bienne (1344) : entre 1344 et 1382, traités avec Fribourg, Berne et Soleure. Nominalement, Bienne était sujet de l'Évêché de Bâle ;
- Abbaye impériale de Saint-Gall (1451) : traité avec Schwytz, Lucerne, Zurich et Glaris, renouvelé en 1479 et 1490. L'abbaye était simultanément un protectorat ;
- Ville impériale de Saint-Gall (1454) : traité avec Schwytz, Lucerne, Zurich, Glaris, Zoug et Berne.

### Alliés éternels
Deux fédérations étaient connues comme Ewige Mitverbündete :
- Sept Dizains (1416) : fédération indépendante du Valais, devint un allié en 1416 par alliance avec Uri, Unterwald et Lucerne, suivi d'un traité avec Berne en 1446.
- Trois Ligues (1497/98) : fédérations indépendantes des Grisons, alliées de la Confédération à partir de 1497/98 à la suite de la Guerre de Souabe. Les Trois Ligues conclurent ensemble une alliance avec Berne en 1602.
  - Ligue grise : alliée à Glaris, Uri et Obwald par des pactes de 1400, 1407 et 1419. Conclut une alliance avec sept des huit cantons (les Acht Orte sans Berne) en 1497.
  - Ligue de la Maison-Dieu : fit la même chose en 1498.
  - Ligue des Dix-Juridictions : conclut une alliance avec Zurich et Glaris en 1590.

### Alliés protestants
Deux alliés étaient connus comme Evangelische Zugewandte :
- Ville impériale de Mulhouse (1515) : conclut un premier traité avec certains cantons en 1466 et devint un allié en 1515 par traité avec les 13 membres de la Confédération ; jusqu'au vote en 1798 du Grand Conseil de la cité en faveur du rattachement de la République de Mulhouse à la France.
- Ville impériale de Genève (1536) : traité de combourgeoisie en 1536 avec Berne et Fribourg, puis en 1584 avec Zurich et Berne.

### Autres alliés
- Comté de Neuchâtel (1406) : traités en 1406 et 1526 avec Berne et Soleure, 1495 avec Fribourg et 1501 avec Lucerne ;
- Vallée impériale d'Urseren (1317) : traité avec Uri ; annexée par Uri en 1410 ;
- Weggis (1332) : traités de 1332 à 1380 avec Uri, Schwytz, Unterwald et Lucerne ; annexé par Lucerne en 1480 ;
- Morat (1353) : traité avec Berne ; devient un bailliage commun en 1475 ;
- Payerne (1353) ; traité avec Berne ; annexé par Berne en 1536 ;
- Bailliage de Bellinzone (1407) : traité avec Uri et Obwald ; devient un bailliage commun entre 1419 et 1422 ;
- Comté de Sargans (de) (1437) : traité avec Glaris et Schwytz ; bailliage commun en 1483 ;
- Baronie de Sax-Forstegg (1458) : traité avec Zurich ; annexée par Zurich en 1615 ;
- Stein am Rhein (1459) : traité avec Zurich et Schaffhouse ; annexé par Zurich en 1484 ;
- Comté de Gruyère (1548) : allié à Fribourg et Berne depuis le début du XIVe siècle, devient un allié de la Confédération en 1548. Lorsque les comtes de Gruyère font banqueroute en 1555, le territoire est partagé [1]:
  - Bas-Gruyère : bailliage fribourgeois ;
  - Haut-Gruyère (vallées impériales de Gessenay et Château-d'Œx).
- Comté de Werdenberg (1493) : traité avec Lucerne ; annexé par Glaris en 1517 ;
- Ville impériale de Rottweil (1519–1632) : traité avec les treize membres de la Confédération ; un traité de coopération militaire antérieur existait depuis 1463. En 1632, le traité est renouvelé avec Lucerne, Uri, Schwytz, Unterwald, Zoug, Soleure et Fribourg ;
- Évêché de Bâle (1579–1735) : traité avec Lucerne, Uri, Schwytz, Unterwald, Zoug, Soleure et Fribourg.